# Леверентс, Сигурд

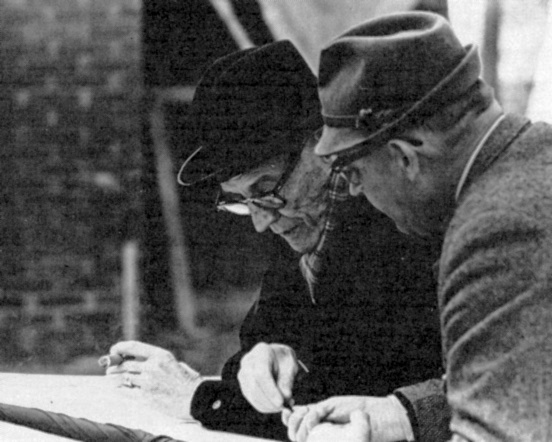
Сигурд Леверентс (слева, 1963 год)

Си́гурд Ле́верентс (швед. Sigurd Lewerentz; 29 июля 1885, Сандё — 29 декабря 1975, Лунд) — шведский архитектор стиля модерн. Наиболее известные строения, созданные Леверентсем, являются произведениями церковной и кладбищенской архитектуры.

## Жизнь и творчество
Сигурд Леверентс получил образование в Высшей технической школе в Гётеборге. Затем был практикантом у Бруно Мёринга в Берлине и у Т. Фишера в Мюнхене (в 1907—1909 годах). Совершил позднее учебные поездки по Австрии и Италии, где увлёкся неоклассицизмом и творчеством К. Ф. Шинкеля. Влияние Шинкеля ощущается сильнее всего в архитектуре созданных Леверентсем капеллы Возрождения в Стокгольме на лесном кладбище Скугсчюркогорден (1926). Эта капелла была возведена в строго классическом стиле на так называемом Лесном кладбище, где Леверентс начинает работать ещё в 1915 году, совместно с архитектором Гуннаром Асплундом. Оказав большое влияние на обновление взгляда на архитектуру европейских некрополей, это новаторское кладбище сегодня признано памятником Всемирного наследия ЮНЕСКО. Также Сигурд Леверентс является создателем и проектировщиком Восточного церковного парка (ещё одного кладбища) в Мальмё (Östra kyrkogården). Здесь он впоследствии занимал должность распорядителя-архитектора в период с 1916 по 1969 год.
Также в соавторстве с Асплундом Леверентс выступил главным архитектором-организатором Стокгольмской выставки 1930 года. Несмотря на временный характер построенных павильонов, их стиль (модерн в стекле и стали) оказал несомненное влияние на развитие торговой и выставочной архитектуры XX века. Леверентс, совместно с Эриком Лаллерстедтом и Давидом Хелльденом проектирует Музыкальный театр в Мальмё, который строился в период с 1933 по 1944 год. Широкую известность ему позднее также принесли кирпичные церкви, почти лишённые внешнего декора, например, церковь св. Петра в Клиппане, церковь св. Марка в Стокгольме и другие.
Сигурд Леверентс сохранил профессиональную активность вплоть до глубокой старости. В 1962 году ему была присуждена наиболее престижная в Швеции архитектурная премия — премия Каспера Салина.
|  |  |  |  |